# Mahlaqa Mallah
Mahlagha Mallah (in persiano مه‌لقا ملاح‎; Now Kandeh, 21 settembre 1917 – Teheran, 8 novembre 2021) è stata un'ambientalista iraniana, fondatrice del "Women's Society Against Environmental Pollution" ("Società delle donne contro l'inquinamento ambientale"). È stata definita la "madre dell'ambiente iraniano" ed è stata anche descritta come ecofemminista poiché la sua visione sulle questioni ambientali vedeva le donne in un ruolo centrale.

## Biografia
Mallah nacque il 21 settembre 1917, in un caravanserraglio vicino a Now Kandeh, mentre i suoi genitori erano in pellegrinaggio a Mashhad. Sua madre, Khadijeh Afzal Vaziri, e sua nonna, Bibi Khanoom Astarabadi, erano entrambe attiviste per i diritti delle donne in Iran. Suo padre, Aghabzorg Mallah, lavorava per il governo e viveva in diverse città. All'età di 17 anni, Mallah sposò Hossein Abolhasani.
Dopo aver studiato filosofia, scienze sociali e sociologia all'Università di Teheran, Mallah ottenne un Master in scienze sociali nel 1958. Nel 1966 si trasferì a Parigi per studiare per un dottorato di ricerca all'Università della Sorbona ottenendolo nel 1968.  Durante la sua permanenza a Parigi, ha anche studiato biblioteconomia presso la Biblioteca nazionale di Francia.
Dopo la laurea, Mallah è tornata in Iran lavorando come bibliotecaria presso la Biblioteca dell'Istituto di ricerca in psicologia dell'Università di Teheran. Fu solo dopo il suo ritiro dall'attività di bibliotecaria che Mallah e suo marito avviarono una campagna ambientale.

## Attivismo
L'interesse di Mallah per l'attivismo ambientale è stato favorito poiché anche sua madre, Khadijeh Afzal Vaziri, era un'ambientalista. Tuttavia il suo interesse crebbe già quando lavorava come bibliotecaria e, nel 1973, lesse un libro sull'inquinamento per capire come catalogarlo.
Dopo che Mallah andò in pensione nel 1977, cominciò ad interessarsi alla ricerca sull'inquinamento a Teheran, e iniziò visitando le case e bussando alle porte delle persone per parlare con loro di problemi ambientali. Ha fondato l'organizzazione "Women's Society Against Environmental Pollution", che è stata la prima organizzazione ambientale non governativa in Iran.  È stata fondata nel 1993 e registrata presso il Ministero dell'Interno nel 1995. Nel 2012 era diventata il più grande gruppo ambientalista in Iran con filiali in 14 città iraniane che hanno permesse a oltre 25.000 famiglie di vivere in un ambiente migliore. Era anche considerato il gruppo ambientalista più popolare del paese.
Nel 2009, la Società ha pubblicato un rapporto intitolato "Water Rights" e ha sottolineato l'urgente necessità di conservare gli habitat delle zone umide in Iran. Ciò include il lavoro nella regione di Zayandeh Rud.
Nel 2015 la storia della vita di Mallah è stata presentata in un documentario, All My Trees, diretto da Rakhshān Banietemad.
Mallah è morta a Teheran l'8 novembre 2021, all'età di 104 anni.

## Vita privata
Sposata con Hossein Abolhassani, la coppia ha avuto 4 figli

## Premi
- 2010 Personalità dell'anno - "Patrimonio naturale e ambiente"[15]